# Eric cel Victorios
Eric cel Victorios - în norvegiana veche:Eiríkr inn sigrsæli; în suedeza: Erik Segersäll - (n. 945 d.Hr. – d. 995 d.Hr., Gamla Uppsala⁠(d), Uppsala län, Suedia) a fost primul rege al Suediei din 970 până în 995, însă se știu foarte puține detalii. Faptul că el a fost primul rege suedez este încă dezbătut, însă fiul său, Olof Skötkonung a fost primul domnitor care a aparut în documente și este acceptat ca rege atât în Svealand (Suedia) cât și în Götaland (Gothia). 
Teritoriul său original se afla în Uppland și în provinciile vecine. Porecla de cel Victorios provine de la o invazie de succes în sud, în Bătălia de la Fýrisvellir aproape de Uppsala. Mărimea regatului său este necunoscută. Este posibil ca regatul său să se fi prelungit pe coasta Mării Baltice, în sud spre Blekinge. Potrivit lui Adam de Bremen, el a controlat pentru scurt timp Danemarca după ce l-a învins pe Svend I al Danemarcei.
În conformitate cu manuscrisul Flateyjarbok, succesul său s-a datorat faptului că s-a aliat cu fermierii împotriva casei de conți aristocrați. Este posibil ca el să fi fost cel care a introdus celebrul sistem scandinav medieval de serviciu militar obligatoriu, cunoscut sub numele de leidang, în provinciile din jurul regiunii Mälaren.
El a fost fondatorul orașului Sigtuna, care încă există și astăzi și unde au apărut primele monede suedeze ștanțate de fiul și succesorul său, Olof Skötkonung.

## Legenda
Eric apare într-o serie de legende nordice, povestiri istorice care au avut o doză de ficțiune. În diversele povești, el este descris ca fiind fiul lui Björn Eriksson, și că a guvernat împreună cu fratele său Olof. S-a afirmat faptul că a fost căsătorit cu Sigrid a Ungariei, fiica legendarului viking Skagul Toste și că mai târziu a divorțat, acordându-i regiunea Götaland ca feudă. În conformitate cu legenda lui Eymund, el și-a luat o nouă soție, Auð, fiica lui Haakon Sigurdsson, domnitorul Norvegiei.
Înainte ca acest lucru să se întâmple, fratele său Olof a murit, și a fost nevoie să fie numit un alt co-guvernator, însă se spune că suedezii au refuzat să-l accepte pe nepotul său, Styrbjörn cel Puternic. Styrbjörn a primit 60 de nave de la Eric și a plecat departe pentru a trăi ca un viking. El avea să devină conducătorul Jomsborg și aliatul cât și cumnatul regelui danez Harald I al Danemarcei. Styrbjörn s-a întors în Suedia cu o armată, deși se presupune că Harald și trupele daneze s-au întors în țara lor. Eric a câștigat bătălia de la Fýrisvellir după ce l-a sacrificat pe Odin și a promis că dacă iese victorios, el însuși avea să își zică astfel timp de zece ani.
Adam de Bremen relatează că Eric s-a botezat în Danemarca însă a uitat de credința creștină după ce s-a întors în Suedia.